# Fredrik Neess
Fredrik Engelbrekt Neess, född 11 december 1857 i Landskrona församling, Malmöhus län, död där 5 december 1938, var en svensk vicekonsul och riksdagsman.
Neess var 1884–1914 brittisk vicekonsul i Landskrona och 1895–1938 ägare till spannmålsfirman C F Neess i Landskrona, grundad 1847 av hans far Carl Fredrik Neess. Han var som riksdagsman ledamot av riksdagens andra kammare mandatperioden 1906–1908 (invald i Landskrona valkrets) och senare ledamot av första kammaren från 4 oktober 1916 till lagtima riksdagen 1919 (invald i Malmöhus läns valkrets). Han var 1900–1919 ledamot av både Landskrona stadsfullmäktige och Malmöhus läns landsting.